# Emily Erdbeer – Beerige Weihnachten
Emily Erdbeer – Beerige Weihnachten (Originaltitel: Strawberry Shortcake: Berry, Merry Christmas) ist ein Zeichentrickfilm aus dem Jahr 2003.

## Handlung
Emily Erdbeer bereitet sich im Erdbeerland auf Weihnachten vor. Da sie für ihre Freunde noch keine Geschenke hat, macht sie sich mit ihrem Pony Honigkuchen auf ins Geschenkeland (im Original: holiday land). Für Orangella Obstblüte besorgt sie einen Zuckerpflaumen-Busch. Im Schleckereien-Basar erhält sie dann Keksförmchen für ihre Freundin Larissa Lebkuchen und eine rote Schubkarre für ihre Schwester Apfelbäckchen. Im Tannenzapfen-Wald findet sie einen Kratzbaum für ihre Katze Schnurr-Schönchen und einen Engel für Kiara Kuchen. Später findet sie für ihren Hund Plätzchen ein Glocken-Halsband. Da Emily für ihren Freund Wilbur Waldbeer noch kein Geschenk gefunden hat, gehen die beiden weiter in den Norden des Geschenkelandes. Als es kälter wird und sie in einen Sturm kommen, wollen sie schon umkehren, doch plötzlich finden sie sich im Haus des Weihnachtsmanns wieder, der Emily erklärt, dass sie schon bald das passende Geschenk finden werde. Auf ihrem Heimweg fällt Emily ein, Wilbur mit Schneebällen zu beschenken. Doch als sie zu Hause ankommt, sind alle Schneebälle geschmolzen und das Wasser hat die anderen Geschenke unbrauchbar gemacht. Doch ihre Freunde sind nicht böse, sondern erinnern sie daran, dass das schönste Geschenk ihre Freundschaft ist. Der Weihnachtsmann hat aber bereits dafür gesorgt, dass alle Geschenke unterm Weihnachtsbaum liegen. So bekommen alle doch noch ihre Geschenke und ihr Pony Honigkuchen bekommt den neuen Sattel, den es sich schon immer gewünscht hat.

## Synchronisation
| Figurname (deutsch) | Figurname (original) | Originalstimme  | Deutsche Stimme  |
| ------------------- | -------------------- | --------------- | ---------------- |
| Emily Erdbeer       | Strawberry Shortcake | Sarah Heinke    | Ilona Otto       |
| Orangella Obstblüte | Orange Blossom       | DeJare Barfield | Jamie Lee Blank  |
| Wilbur Waldbeer     | Huckleberry Pie      | Daniel Canfield | Henning Katz     |
| Plätzchen           | Pupcake              | Nils Haaland    | unbekannt        |
| Honigkuchen         | Honey Pie Pony       | Hannah Koslosky | unbekannt        |
| Schnurr-Schönchen   | Custard              | Sarah Koslosky  | Jill Böttcher    |
| Apfelbäckchen       | Apple Dumplin’       | Katie Labosky   | unbekannt        |
| Larissa Lebkuchen   | Ginger Snap          | Samantha Triba  | Linn Sara Reusse |
| Kiara Kuchen        | Angel Cake           | Rachel Ware     | unbekannt        |
| Weihnachtsmann      | Santa Claus          | Cork Ramer      | unbekannt        |

## Hintergrund
Der von DIC Entertainment produzierte Film basiert auf der von American Greetings lizenzierten Figur Emily Erdbeer (im Original: Strawberry Shortcake) und der gleichnamigen Zeichentrick-Fernsehserie. In dieser ist Beerige Weihnachten als zweite Folge der ersten Staffel integriert. Die deutschsprachige Fassung erschien als Doppelfolge (Episoden 1x03–1x04).